# Five Miles Out
A Five Miles Out (magyarul: Öt mérföld magasan) Mike Oldfield 1982-es, hetedik nagylemeze.
Ezen a lemezen is állandó közreműködő énekes Maggie Reilly, majdnem az összes számban hallható.
A Taurus II egy sorozat középső állomása, hiszen az előző, QE2 című albumon hallható a Taurus 1, és a következő, Crises lemezen szerepel majd a Taurus 3, bár ezeknek szinte semmi közük egymáshoz. A Taurus II körülbelül az album fele. Több téma váltja benne egymást, ahogy az a korábbi Oldfield kompozíciókban szokásos. (Bizonyos részletei az Orabidoo és a Five Miles Out számon újra felcsendülnek.) A munka egyik csúcspontja a Deep Deep Sound című részlet, Maggie Reilly énekével. 
A második szám a Family Man, mely a címadó dallal együtt az első komolyabb próbálkozás a popzene irányába, Maggie Reilly énekli.
Az Orabidoo-n szintén több téma váltja egymást, a végén egy szál gitárkísérlettel elhangzik az Ireland’s Eye' című dal.Az 1982-es Who’s next? turnén játszottak belőle részleteket.
A Mount Teide egy rövidebb instrumentális szerzemény Oldfieldtől. (A címben szereplő Teide hegy Tenerifén található.)
Az utolsó, címadó dalt Oldfield egy szerencsés kimenetelű repülőgép balesete inspirálta, Oldfield és Maggie Reilly énekli.

## Számok
1. "Taurus II" (Mike Oldfield) – 24:49
2. "Family Man" (Mike Oldfield/Tim Cross/Rick Fenn/Mike Frye/Maggie Reilly/Morris Pert) – 3:45
3. "Orabidoo" (Mike Oldfield/Tim Cross/Rick Fenn/Mike Frye/Maggie Reilly/Morris Pert) – 13:02
4. "Mount Teidi" (Mike Oldfield) – 4:10
5. "Five Miles Out" (Mike Oldfield) – 4:17

## Szerkezet
Taurus II szerkezete:
1. 00.00 - 05.37 Part 1 (5:37)
  1. 00.00 - 02.02 Intro (2:02)
  2. 02.02 - 03.03 Doo (1:01)
  3. 03.03 - 05.00 (1:57)
  4. 05.00 - 05.37 (0:37)
2. 05.37 - 07.59 Part 2 (2:22)
3. 07.59 - 11.17 Part 3 (3:18)
  1. 07.59 - 10.03 The Deep Deep Sound vocal (2:04)
  2. 10.03 - 11.17 The Deep Deep Sound instrumental (1:14)
4. 11.17 - 12.40 Part 4 (Taurus I) (1:23)
5. 12.40 - 15.57 Part 5 (3:17)
6. 15.57 - 19.59 Part 6 (vocal) (4.02)
7. 19.59 - 23.52 Part 7 (3:54)
8. 23.52 - 24.43 Part 8 (Outro) (0:51)

Orabidoo szerkezete:
1. 00.00 - 02.19 Intro (2:19)
2. 02.19 - 07.00 Orabi (4:41)
3. 07.00 - 08.33 Doo (1:33)
  1. 07.00 - 07.50 Doo 1 (0:50)
  2. 07.50 - 08.15 Intermezzo (0:25)
  3. 08.15 - 08.33 Doo 2 (0:18)
4. 08.33 - 10.48 Hitchcock (2:15)
  1. 08:33 - 10.03 Hitchcock 1 (1:30)
  2. 10:03 - 10.48 Hitchcock 2 (0:45)
5. 10.48 - 13.02 Ireland's Eye (2:14)

## Zenészek
- Maggie Reilly – ének
- Morris Pert – ütőhangszerek, billentyűs hangszerek
- Tim Cross – billentyűs hangszerek
- Rick Fenn – gitárok
- Mike Oldfield – gitárok, basszusgitár, billentyűs hangszerek, ének
- Mike Frye – ütőhangszerek
- Paddy Moloney – ír duda (Taurus II)
- Carl Palmer – ütőhangszerek (Mount Teidi)
- Graham Broad – dob (Five Miles Out)

A Five Miles Out-on a vonósokat Morris Pert rendezte, Martyn Ford vezényletével.

## Produkció
Producer és zenei rendező: Mike Oldfield, kivéve:

Five Miles Out: Mike Oldfield és Tom Newman,
Mount Teidi: producer: Mike Oldfield, zenei rendező: Richard Mainwaring.
Asszisztens: Richard Barrie

Köszönet: Jeremy Parker, Martin Birch.

## Érdekességek
- A Family Man című dalt a Hall & Oates együttes (Daryl Hall és John Oates) 1982-es, H2O című albumán feldolgozta, és 1983 júniusában az amerikai slágerlista 8. helyére került.
- Az Orabidoo 9:13 pozíciójánál egy szöveg hallható: "Don't come in again like that. It isn't funny and I pay someone else to make the orchestration". Magyarul: "Ne gyere be újra így. Ez nem vicces, másnak fogok fizetni, hogy megcsinálja a hangszerelést." Ez a szöveg Alfred Hitchcock 1937-es, Young And Innocent (Fiatal és ártatlan) című filmjéből való.